# Једанаести сазив Народне скупштине Републике Србије
Једанаести сазив Народне скупштине Републике Србије је конституисан 3. јуна 2016. Седницом је председавао најстарији посланик Драгољуб Мићуновић. За председника Народне скупштине Републике Србије 6. јуна 2016. је реизабрана Маја Гојковић.

## Расподела мандата
Распоред мандата према изборним резултатима.
| Изборна листа | места | Партије                              | места |
| --- | ----- | ------------------------------------ | ----- |
| Александар Вучић — Србија побеђује | 131   | Српска напредна странка              | 93    |
| Александар Вучић — Србија побеђује | 131   | Социјалдемократска партија Србије    | 10    |
| Александар Вучић — Србија побеђује | 131   | Партија уједињених пензионера Србије | 9     |
| Александар Вучић — Србија побеђује | 131   | Нова Србија                          | 5     |
| Александар Вучић — Србија побеђује | 131   | Покрет социјалиста                   | 3     |
| Александар Вучић — Србија побеђује | 131   | Српска народна партија               | 3     |
| Александар Вучић — Србија побеђује | 131   | Српски покрет обнове                 | 3     |
| Александар Вучић — Србија побеђује | 131   | Покрет снага Србије                  | 2     |
| Александар Вучић — Србија побеђује | 131   | Народна сељачка странка              | 1     |
| Александар Вучић — Србија побеђује | 131   | Самостални ДСС                       | 1     |
| Александар Вучић — Србија побеђује | 131   | Уједињена сељачка странка            | 1     |
| Ивица Дачић — „Социјалистичка партија Србије (СПС) — Јединствена Србија (ЈС)“ — Драган Марковић Палма                                              | 29    | Социјалистичка партија Србије        | 20    |
| Ивица Дачић — „Социјалистичка партија Србије (СПС) — Јединствена Србија (ЈС)“ — Драган Марковић Палма                                              | 29    | Јединствена Србија                   | 6     |
| Ивица Дачић — „Социјалистичка партија Србије (СПС) — Јединствена Србија (ЈС)“ — Драган Марковић Палма                                              | 29    | Зелени Србије                        | 2     |
| Ивица Дачић — „Социјалистичка партија Србије (СПС) — Јединствена Србија (ЈС)“ — Драган Марковић Палма                                              | 29    | Комунистичка партија                 | 1     |
| Српска радикална странка | 22    | —                                    | —     |
| Доста је било | 16    | —                                    | —     |
| За праведну Србију — Демократска странка (НОВА, ДСХВ, ЗЗС)                                                                                         | 16    | Демократска странка                  | 13    |
| За праведну Србију — Демократска странка (НОВА, ДСХВ, ЗЗС)                                                                                         | 16    | Демократски савез Хрвата у Војводини | 1     |
| За праведну Србију — Демократска странка (НОВА, ДСХВ, ЗЗС)                                                                                         | 16    | Заједно за Србију                    | 1     |
| За праведну Србију — Демократска странка (НОВА, ДСХВ, ЗЗС)                                                                                         | 16    | Нова странка                         | 1     |
| Двери — Демократска странка Србије — Санда Рашковић Ивић — Бошко Обрадовић                                                                         | 13    | Српски покрет Двери                  | 7     |
| Двери — Демократска странка Србије — Санда Рашковић Ивић — Бошко Обрадовић                                                                         | 13    | Демократска странка Србије           | 6     |
| Борис Тадић, Чедомир Јовановић — Савез за бољу Србију — Либерално-демократска партија, Лига социјалдемократа Војводине, Социјалдемократска странка | 13    | Лига социјалдемократа Војводине      | 4     |
| Борис Тадић, Чедомир Јовановић — Савез за бољу Србију — Либерално-демократска партија, Лига социјалдемократа Војводине, Социјалдемократска странка | 13    | Либерално-демократска партија        | 4     |
| Борис Тадић, Чедомир Јовановић — Савез за бољу Србију — Либерално-демократска партија, Лига социјалдемократа Војводине, Социјалдемократска странка | 13    | Социјалдемократска странка           | 4     |
| Борис Тадић, Чедомир Јовановић — Савез за бољу Србију — Либерално-демократска партија, Лига социјалдемократа Војводине, Социјалдемократска странка | 13    | Народни покрет Србије                | 1     |
| Савез војвођанских Мађара | 4     | —                                    | —     |
| Бошњачка демократска заједница Санџака | 2     | —                                    | —     |
| Странка демократске акције Санџака | 2     | —                                    | —     |
| Зелена Странка | 1     | —                                    | —     |
| Партија за демократско деловање | 1     | —                                    | —     |

## Бојкот опозиције

### Критике
Организација Freedom House је 2018. године у извештају о политичким и медијским слободама у Србији навела да Маја Гојковић, председница Народне скупштине, председава парламентом изразито партијски, са великим бројем прекида и казни упућеним опозиционим посланицима. Њено председавање је било предмет критика у јавности због праксе да помоћу звона посланицима из владајуће већине сугерише да гласају за предлоге.
Опозициони посланици од краја 2017. године оптужују владајућу већину за „парламентарно насиље” и оцењују да је парламент обесмишљен након праксе посланика из владајуће већине да предлажу више стотина готово идентичних амандмана који често и немају везе са предложеним законом, а од којих касније и сами одустану или не гласају за њих, што све доводи до присвајања предвиђеног времена за расправу и помоћу злоупотребе пословника смањује време обраћања опозиције у парламенту.

### „Споразум са народом”
Као одговор на вишемесечне грађанске протесте због оптужби за пораст политичког насиља и гушење медијских слобода од стране владајуће коалиције, већи део опозиције је потписао тзв. Споразум са народом којим се обавезао да ће бојкотовати институције, укључујући и седнице Народне скупштине. Споразум су потписале парламентарне странке које припадају највећој опозиционој коалицији Савез за Србију, као и Странка модерне Србије, Нова странка, Социјалдемократска странка и ванпарламентарне странке и покрети. Седнице су бојкотовали и посланици из Демократске странке Србије, Грађанске платформе и Доста је било, док се Лига социјалдемократа Војводине прикључила бојкоту у појединим седницама.

### Извештај Европске комисије
Европска комисија, извршни орган Европске уније, је у извештају о Србији у мају 2019. године скренула пажњу на мирне вишемесечне протесте који захтевају слободу медија и регуларне изборе. У извештају се помиње да је владајућа партија довела до погоршања могућности за ефикасну расправу у парламенту и онемогућила адекватан надзор извршне власти, као и да су опозиционе странке отпочеле бојкот седница и најавиле бојкот евентуалних избора.